# بیش از حد خورشید
بیش از حد خورشید (انگلیسی: Too Much Sun) فیلمی در ژانر کمدی به کارگردانی رابرت داونی سینیور است که در سال ۱۹۹۱ منتشر شد. فیلمبرداری این فیلم در بورلی هیلز و لس آنجلس انجام شد.

## بازیگران
- آلن آربس
- رالف ماکیو
- اریک آیدل
- رابرت داونی جونیور
- هاوارد داف
- جیمز هنگ
- هایدی سوئدبرگ
- جنیفر رابین
- لئو روسی
- آندره‌آ مارتین
- نایجل ویتمی